# Vírio Órfito
Vírio Órfito (em latim: Virius Orfitus) foi um estadista romano do século III, ativo durante a crise do terceiro século nos reinados dos imperadores Cláudio II (r. 268–270) e Aureliano (r. 270–275). Pouco se sabe sobre ele, exceto que exerceu a função de cônsul posterior em 270 ao lado de Flávio Antioquiano e prefeito urbano de Roma em 273-274.